# Maria Kuncewiczowa
Maria Kuncewiczowa (Samara, 30 ottobre 1895 – Lublino, 15 luglio 1989) è stata una scrittrice polacca, tra le più significative esponenti della corrente psicologica e di costume della narrativa contemporanea.
Ha studiato letteratura e musica a Cracovia, a Varsavia e a Parigi. Ha pubblicato i suoi scritti tra l'altro nel settimanale Bluszcz. Nel 1938 è stata insignita con l'Alloro d'Oro dalla Accademia Polacca della Letteratura. Dopo il 1939 ha vissuto in Francia, Inghilterra e USA. Ha passato gli ultimi anni della sua vita a Kazimierz nad Wisłą in Polonia. Vincitrice di numerosi premi. Nel 1989 Uniwersytet Marii Curie-Skłodowskiej le ha dato la laurea ad honorem.
Il suo romanzo più noto è intitolato La straniera (Cudzoziemka).
Le opere più importanti:
- Cudzoziemka (1936); trad. it. La straniera, Milano 1939.
- Zmowa nieobecnych (1946)
- Leśnik (1952)
- Gaj oliwny (1961)
- Tristan 1946 (1967)

Kuncewiczowa ha scritto anche l'antologia della letteratura polacca contemporanea in inglese: The Modern Polish Prose (1945) e The Modern Polish Mind (1962).